# Vedad Ibišević
Vedad Ibišević (prononcer Ibichevitch) né le 6 août 1984 à Vlasenica, en Yougoslavie (auj. en Bosnie-Herzégovine) est un footballeur international bosnien.
Il est l'un des meilleurs buteurs du championnat d'Allemagne pendant la saison 2008-2009 avec 18 buts en 17 matches, mais il se blesse au genou pendant un match d'entraînement de l'inter-saison, ce qui l'éloigne des terrains jusqu'à la fin de l'exercice.
Avec sa sélection, il participe à la Coupe du monde de 2014.

## Biographie

### Début de carrière

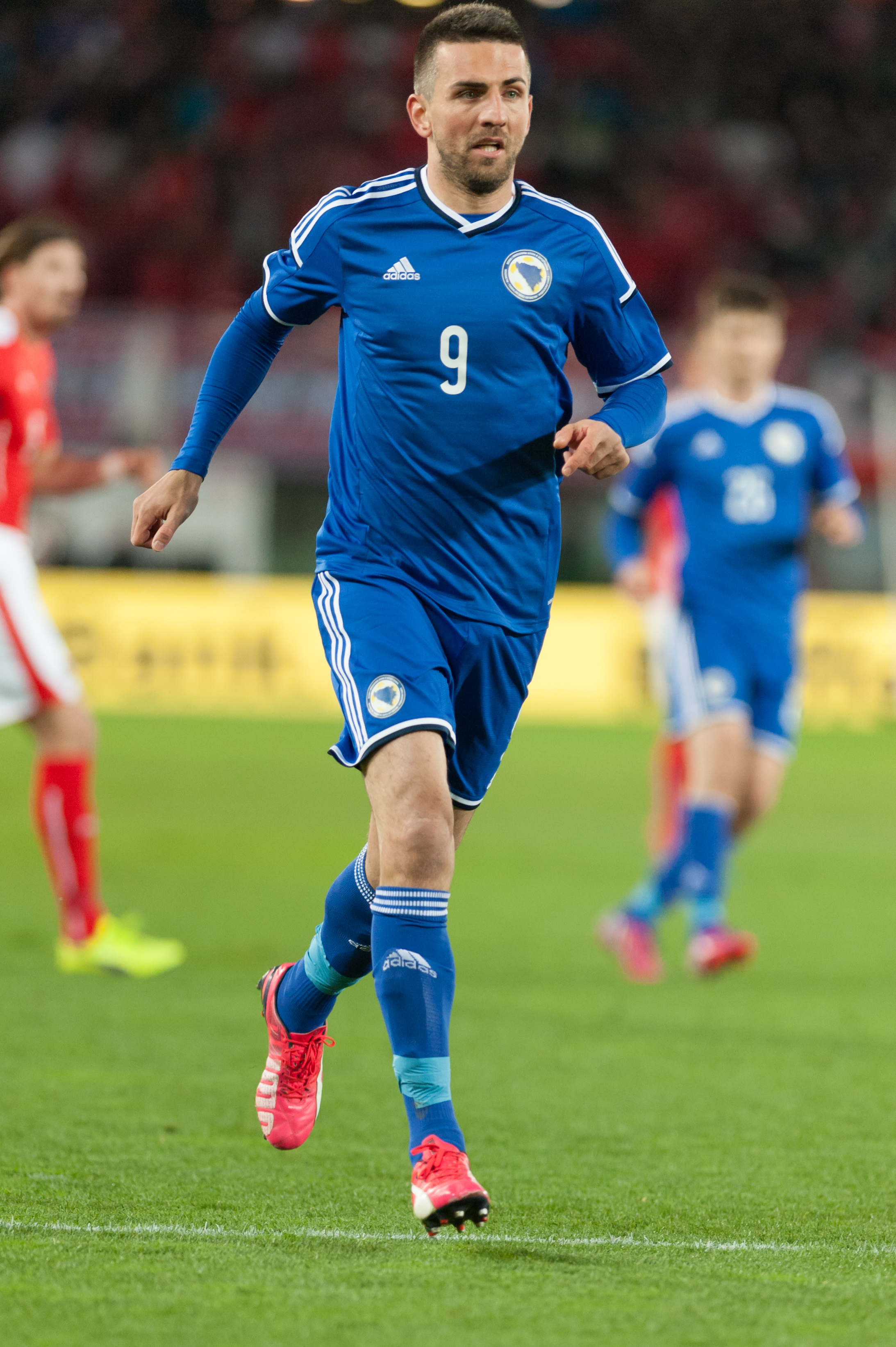
Vedad Ibišević

International bosnien des moins de 16 ans puis Espoirs, il joue au niveau scolaire aux États-Unis entre 2002 et juillet 2004 après un crochet de dix mois par l'Allemagne puis la Suisse. Il figure dans l'équipe-type NCAA universitaire américaine en 2003.
Au début de l'été 2004, il joue quelques rencontres avec la section amateure du Fire de Chicago après avoir passé la fin du printemps en Bosnie-Herzégovine. Attendu par son équipe universitaire (Billikens de Saint Louis) en septembre pour effectuer la deuxième de ses quatre années universitaires, il préfère s'engager pour trois saisons avec le Paris Saint-Germain après un court essai. Les clubs de la Major League Soccer qui suivaient de près Vedad, attendaient la fin de sa deuxième année universitaire pour lui proposer un contrat pro, Ibišević fut également repéré par Istres et son entraîneur bosnien Mehmed Baždarević ; Vahid Halilhodžić les a pris de vitesse.
Vedad Ibišević est prêté en janvier 2005 à Dijon, puis y est transféré définitivement en janvier 2006. À la fin de la saison 2005-2006, il refuse un nouveau contrat proposé par le club bourguignon et signe en juin 2006 pour trois ans chez un promu allemand, l'Alemannia Aix-la-Chapelle, club qui évoluait à l'époque en Bundesliga.

### Révélation en Allemagne
Une saison après, en juillet 2007, il signe au TSG Hoffenheim, équipe tout juste promue en Bundesliga 2, pour 1 200 000 €. Vedad réalise une saison convenable, contribuant à la montée de son club en Bundesliga.
Le 18 août 2008, pour son premier match de Bundesliga avec Hoffenheim, il marque un doublé, avant de marquer trois nouveaux buts lors des trois matchs suivants.
Il contribue ainsi fortement au titre symbolique de champion d'automne décroché par son équipe.
Il se blesse gravement au genou droit en janvier 2009, lors d'un match d'entraînement contre Hambourg, pour ne plus jouer de la saison. Il reprend la compétition avec Hoffenheim en juin 2009 face au SG Sonnenhof Großaspach lors d'un match amical. Sa sévère blessure stoppe net l'intérêt des grands clubs.  
Le 27 septembre 2009, il réalise un triplé face au Hertha Berlin, lors de la 7e journée. Cela faisait depuis janvier qu'il n'avait plus inscrit de buts. Ibišević inscrit un nombre de buts satisfaisant lors de l'exercice 09/10.
Le 25 janvier 2012, il est recruté par le VfB Stuttgart pour un montant de 4,5 millions €.
Il figure parmi les 23 joueurs convoqués pour disputer la Coupe du monde 2014 au Brésil. Le 15 juin 2014, il devient le premier bosniaque de l'histoire à inscrire un but en Coupe du monde lors d'une rencontre face à l'Argentine. 
Le 30 août 2015, il rejoint le Hertha Berlin pour environ 5 millions €.
En septembre 2020, alors qu'il était en fin de contrat, l'attaquant rejoint Schalke 04 pour un contrat d'un an. Il annonce alors qu'il reversera son salaire à des associations caritatives.
Le 24 novembre 2020, Schalke 04 annonce résilier le contrat du joueur à la suite d'une altercation avec Naldo, l'entraîneur adjoint. Cette résiliation prendra effet le 31 décembre 2020.
Le 4 août 2021 il a décidé de mettre un terme à sa carrière professionnelle. Cependant, il reste dans le monde du football puisqu'il devient l'entraîneur des attaquants du Hertha BSC.

## Statistiques
| Saison                | Club                  | Championnat           | Championnat | Championnat | Championnat | Coupe(s) nationale(s) | Coupe(s) nationale(s) | Coupe(s) nationale(s) | Compétition(s) continentale(s) | Compétition(s) continentale(s) | Compétition(s) continentale(s) | Compétition(s) continentale(s) | Total | Total | Total |
| Saison                | Club                  | Division              | M.          | B.          | P.d.        | M.                    | B.                    | P.d.                  | Comp.                          | M.                             | B.                             | P.d.                           | M.    | B.    | P.d.  |
| 2004-2005             | Paris Saint-Germain   | Ligue 1               | 4           | 0           | 0           | 2                     | 0                     | 0                     | -                              | -                              | -                              | -                              | 6     | 0     | 0     |
| 2004-2005             | Dijon FCO (prêt)      | Ligue 2               | 12          | 4           | 0           | -                     | -                     | -                     | -                              | -                              | -                              | -                              | 12    | 4     | 0     |
| 2005-2006             | Dijon FCO             | Ligue 2               | 21          | 6           | 0           | 3                     | 2                     | 0                     | -                              | -                              | -                              | -                              | 24    | 8     | 0     |
| Sous-total            | Sous-total            | Sous-total            | 33          | 10          | 0           | 3                     | 2                     | 0                     | -                              | -                              | -                              | -                              | 36    | 12    | 0     |
| 2006-2007             | Alemannia Aachen      | Bundesliga            | 24          | 6           | 0           | 3                     | 0                     | 0                     | -                              | -                              | -                              | -                              | 27    | 6     | 0     |
| 2007-2008             | TSG Hoffenheim        | 2. Bundesliga         | 31          | 5           | 2           | 3                     | 1                     | 0                     | -                              | -                              | -                              | -                              | 34    | 6     | 2     |
| 2008-2009             | TSG Hoffenheim        | Bundesliga            | 17          | 18          | 7           | 2                     | 1                     | 0                     | -                              | -                              | -                              | -                              | 19    | 19    | 7     |
| 2009-2010             | TSG Hoffenheim        | Bundesliga            | 34          | 12          | 6           | 4                     | 1                     | 2                     | -                              | -                              | -                              | -                              | 38    | 13    | 8     |
| 2010-2011             | TSG Hoffenheim        | Bundesliga            | 31          | 8           | 3           | 2                     | 2                     | 2                     | -                              | -                              | -                              | -                              | 33    | 10    | 5     |
| 2011-2012             | TSG Hoffenheim        | Bundesliga            | 10          | 5           | 0           | 1                     | 1                     | 0                     | -                              | -                              | -                              | -                              | 11    | 6     | 0     |
| Sous-total            | Sous-total            | Sous-total            | 123         | 48          | 18          | 12                    | 6                     | 4                     | -                              | -                              | -                              | -                              | 135   | 54    | 22    |
| 2011-2012             | VfB Stuttgart         | Bundesliga            | 15          | 8           | 7           | 1                     | 0                     | 0                     | -                              | -                              | -                              | -                              | 16    | 8     | 7     |
| 2012-2013             | VfB Stuttgart         | Bundesliga            | 30          | 15          | 4           | 6                     | 4                     | 1                     | C3                             | 11                             | 5                              | 0                              | 47    | 24    | 5     |
| 2013-2014             | VfB Stuttgart         | Bundesliga            | 27          | 10          | 3           | 2                     | 3                     | 0                     | C3                             | 4                              | 2                              | 0                              | 33    | 15    | 3     |
| 2014-2015             | VfB Stuttgart         | Bundesliga            | 14          | 0           | 1           | 1                     | 0                     | 0                     | -                              | -                              | -                              | -                              | 15    | 0     | 1     |
| Sous-total            | Sous-total            | Sous-total            | 86          | 33          | 15          | 10                    | 7                     | 1                     | -                              | 15                             | 7                              | 0                              | 111   | 47    | 16    |
| 2015-2016             | Hertha Berlin (prêt)  | Bundesliga            | 26          | 10          | 4           | 4                     | 2                     | 1                     | -                              | -                              | -                              | -                              | 30    | 12    | 5     |
| 2016-2017             | Hertha Berlin         | Bundesliga            | 32          | 12          | 6           | 3                     | 0                     | 0                     | C3                             | 2                              | 2                              | 0                              | 37    | 14    | 6     |
| 2017-2018             | Hertha Berlin         | Bundesliga            | 27          | 6           | 4           | 2                     | 1                     | 0                     | C3                             | 4                              | 0                              | 0                              | 33    | 7     | 4     |
| 2018-2019             | Hertha Berlin         | Bundesliga            | 28          | 10          | 2           | 3                     | 2                     | 0                     | -                              | -                              | -                              | -                              | 31    | 12    | 2     |
| 2019-2020             | Hertha Berlin         | Bundesliga            | 25          | 7           | 4           | 2                     | 2                     | 0                     | -                              | -                              | -                              | -                              | 27    | 9     | 4     |
| Sous-total            | Sous-total            | Sous-total            | 138         | 45          | 18          | 16                    | 7                     | 1                     | -                              | 6                              | 2                              | 0                              | 160   | 54    | 19    |
| 2020-2021             | Schalke 04            | Bundesliga            | 4           | 0           | 0           | 1                     | 1                     | 0                     | -                              | -                              | -                              | -                              | 5     | 1     | 0     |
| Total sur la carrière | Total sur la carrière | Total sur la carrière | 412         | 142         | 51          | 45                    | 22                    | 6                     | -                              | 21                             | 9                              | 0                              | 478   | 173   | 57    |

## Distinctions personnelles
- Meilleur joueur bosnien de l'année 2008